# BUDDY COMPLEX
《BUDDY COMPLEX》（日語：バディ・コンプレックス），是日本的日昇動畫於2014年製作的原創機械人動畫。
《BUDDY COMPLEX 完結篇 ―回到那片天空的未來―》（日語：バディ・コンプレックス 完結編 ―あの空に還る未来で―）將分為前後兩篇，並於同年9月末順序播放。

## 故事概要
渡瀬青葉是一名在都內學校就讀的高中生。2014年在暑假結束後的開學第一天，他遭到來路不明的機器人襲擊，隨後被同學弓原雛保護並因不得已的原因強制被帶往未來（2088年）而遇到了一位名為隼鷹·迪奧·韋恩伯格的少年，他們的相遇改變這個世界的命運！

## 登場人物

### 主要人物
渡瀨青葉（聲優：松岡禎丞（日本）；鍾見麟（香港））
本作的主角，16歳，誠應高中一年生，居於千葉縣習志野市。性格開朗樂觀，面對狀況時也頗能保持冷靜。本應就讀住家附近的學校，為了陪伴因受傷被迫選擇復健中心附近就讀的好友今城而跟著就讀東京的誠應高中。
在第一話時被身份不明的人以機械人襲擊，後被弓原雛駕駛機械人拯救並登上該機體。其後施襲者打算引爆其機體同歸於盡，雛及時進入特異點並於特異點內擺脫施襲者，然而雛亦在轉移過程中消失不知去向。醒來後發現自己身處在機體「LUXON」的駕駛艙中，並發現雛的貓形髮夾。後成為LUXON的駕駛員（暫時性）並與迪奧聯結，在戰鬥後被帶上Cygnus。
第三話再次駕駛LUXON與佐基利亞軍交戰，在破壞敵方其中一部Valiancer後發現其駕駛是雛，解除與迪奧的聯結後打算救雛，但反被其以手槍射傷，最後因LUXON的生命維持系統啟動而得救。其後於第四話選擇不離開Cygnus並成為LUXON的駕駛者，階級為少尉。
第七話時被佐基利亞親衛軍圍困，隨後與迪奧聯結反殺敵軍，但在解除聯結後受阿爾弗里德小隊（尤其是雛）的追擊，最後與雛一同被捲入暴風雨不知所終。在第八話被捲入暴風雨後被困荒島，其後救出昏迷於駕駛倉的雛，並一同在山洞等待暴風雨離去。但因山泥傾瀉使山洞被封，在重新打開洞口後被海水沖出，並再度拯救溺水的雛。最後因不想使雛成為俘虜而讓她使用LUXON向佐基利亞求救，在離開前向雛告訴了自己的全名並把在轉移過程後所發現的髮夾交給她。
第十一話時打算與迪奧及弗洛姆擊退入侵夏威夷基地的佐基利亞軍，但因爆炸而與迪奧及弗洛姆分開。其後遇到雛並邀請她加入Cygnus，但被趕至的野牛阻止，而LUXON及BRADYON亦被奪走。之後與迪奧坐上試作機0號的SKYKNIGHT及FIREBRAND並進行聯結，阻止LUXON及BRADYON被敵方搶走，但因機體系統問題使聯結在進行後不久便被解除，記憶更被迪奧共享。
在第十三話的阿拉斯加基地攻防戰中得到新機體，並在戰場上與進行了聯結的野牛和雛發生激戰。其後從艾維拉口中得知野牛和雛進行了強制聯結，為了解救雛而與雛的機體進行聯結，且阻止了雛通過特異點回到過去並在特異點內破壞野牛的機體，終止不斷迴圈的因果，最後與雛、迪奧一同返回Cygnus。
在完結篇時乘坐Cygnus登上太空，在打算摧毀佐基利亞軍的太空軍事衛星時，與因自己改變了雛的迴圈因果、而導致在通過特異點並返回70年前的野牛對戰。成功擊敗野牛和摧毀軍事衛星後，與雛一同進入特異點回到原本的時代（最後劇中显示青叶回到过去后依然保留了对于70年后的记忆）。
弓原雛／雛·里亞贊（聲優：早見沙織（日本）；黃淑芬（香港））
弓原雛
16歳。誠應高校1年生。
青葉的同學，4月轉學進誠應高中的歸國子女，鮮少與人交談，周遭的人都有發現她在關注青葉。
其真實身份是來自2088年的Valiancer駕駛者，因從2088年的青葉口中得知他將於2014年遭暗殺，而駕駛其機體來到此時空秘密保護青葉。打敗襲擊青葉的Valiancer後因該駕駛強制纏住並準備自爆，迫不得已連帶青葉穿越特異點回到2088年，但於轉移過程中消失不知去向。於第十三話判明弓原雛與雛·里亞贊為同一人。在穿越特異點並將青葉送至2088年後，自己卻返回至比2088年較前的時間點。因特異點的影響，身型變成幼兒且所有失去記憶，並出現在東歐克羅地亞首都薩格勒布戰場的廢墟，其後被比克多魯·里亞贊收養。
實際上是最初在大學時與青葉相遇，並成為戀人。其後在最初的聯結實驗後穿越至70年後的未來，而過著本編的青葉幾乎過著同樣的人生。其後在阿拉斯加基地攻防戰中回到過去，並守護青葉以免遭到野牛的襲擊，由此時開始不斷轮回。
第十三話被野牛強制聯結與青葉等人發生戰鬥，其後在戰鬥的尾聲解除洗腦狀態並與青葉進行聯結。聯結後成功扺擋Gala Gushka的第二次發射，同時亦因爆炸的能量而打開了特異點，在野牛的機體被吸入特異點的同時，自己亦想起了在荒島所聽到的青葉的說話，深信自己需要保護過去的青葉免受野牛襲擊，於是進入特異點。可是，知道她的命運的青葉與迪奧卻幫助其脫離特異點的引力，並於特異點消失、佐基利亞軍退走後把其帶回至Cygnus。
在被青叶和隼鷹解除无限時空循环后，跟随青叶乘坐Cygnus参与最后太空战。在與野牛決戰後，與青葉一同進入特異點回到原本的時代(雏回到实验室看到伏在床边的青叶嫣然一笑，结束了时空穿越)。
雛·里亞贊
16歳。FORTUNA的駕駛者。佐基利亞共和國的軍人，階級為少尉。隸屬阿爾弗里德小隊，是該小隊中的一點紅。
比克多魯·里亞贊的養女，於十年前被比克多於戰場薩格勒布發現並收養。一直以為自己是比克多魯親生女兒，但其後被瀕死的比克多魯告知事實。
第三話與其他小隊成員駕駛Valiancer襲擊Cygnus，其後機體被LUXON破壞。因在與Cygnus的戰事中被敵方駕駛員（青葉）喚出名字，而被瑪格麗塔懷疑並一度遭到禁閉。
第七話在親衛軍戰敗後追擊Cygnus，並急於殺死青葉以挽回聲譽，其後在與LUXON糾纏期間被捲入暴風雨不知所終。第八話在被捲入暴風雨後被困荒島並於駕駛艙昏迷，其後被青葉救出。於山洞醒來後將青葉俘虜並一同在等待暴風雨離去，但因山泥傾瀉使山洞被封，在重新打開洞口後被海水沖出遇溺，及後再次被青葉救出。在天氣轉晴後獲得青葉的准許借用LUXON向佐基利亞求救。
第十話尾部與其父及野牛一同潛入屬於自由條約聯合的夏威夷基地並換上聯合軍制服，打算奪取聯合軍的新型機。第十一話在奪取新型機時險些被自由條約聯合的軍人射傷，被其父所救但受重傷，在父親瀕死前被告知本為孤兒的事實。在與父親分開後一直為自己是孤兒的事而失落，其後遇到青葉並被邀請加入Cygnus，但被趕至的野牛阻止，之後亦與野牛奪去LUXON及BRADYON。
第十二話返回阿拉斯加基地後進行了聯結系統的實驗測試，聯結適應值為A。其後被哈恩博士所騙，注射了一種「讓實驗後混亂的腦波回歸正常形式」的促進劑，失去了自我並成為了佐基利亞新型機（安裝了LUXON及BRADYON的駕駛艙）的駕駛員，同時被轉移至行政局屬下。
隼鷹·迪奧·韋恩伯格（聲優：内山昂輝（日本）；陳灝瑋（香港））
16歳。操作新型機BRADYON的精銳駕駛員。階級為少尉。
在尚未成為Bradyon的駕駛員之前，在與佐基利亞軍對敵時，因敵方率大軍進攻而被迫撤退，其後佐基利亞軍對小鎮進行轟炸，令留在鎮子中的迪奧母親身亡，而妹妹菲歐娜也因此雙腿殘廢，對此極度自責。在得知家人的民航機遭到遇襲時不顧生死一切而上前營救，可見其對家人十分珍惜；尤其對妹妹可是十分疼愛，因而被青葉嘲諷為「妹控」。在青葉的幫助下與妹妹再次見面，得到其鼓勵後開始面對過去。
第十一話打算與青葉及弗洛姆擊退入侵夏威夷基地的佐基利亞軍，途中因爆炸而與其青葉走散。其後拯救險些被野牛射殺的青葉，但LUXON及BRADYON易被奪走。之後與青葉坐上試作機0號的SKYKNIGHT及FIREBRAND並進行聯結，阻止LUXON及BRADYON被敵方搶走，但因機體系統問題使聯結在進行後不久便被解除，自己的記憶更被青葉共享。起初不相信青葉是來自過去，但在記憶共享後開始相信。
最终决战時成功與青叶、雏三机聯結，击败野牛。为青叶回到过去的时代而伤心。與野牛的決戰之後繼續留在70年後的未來(被迫）
。

### 自由條約聯合軍

#### Cygnus
倉光源吾（聲優：速水獎（日本）；朱子聰（香港））
38歳。新造艦Cygnus的艦長。階級為大佐。屬於第1海軍特戰隊的第11空中打擊遠征隊。
外表看起來輕浮，但實際上是個指揮能力很強的人。最终决战里同意艾薇拉提出的战术方案。
麗妮·克萊因貝克（聲優：藤村步（日本）；詹健兒（香港））
27歳。新造艦Cygnus的副艦長。階級為少佐。
李·康拉德（聲優：杉田智和（日本）；李鎮然（香港））
28歳。階級為大尉。
阿爾·杜蘭（聲優：吉野裕行（日本）；李凱傑（香港））
27歳。階級為中尉。
弗洛姆·梵塔雷（聲優：梶裕貴（日本）；黃積權（香港））
第六話調配至Cygnus的另一名連結者。曾於培育連結者的「萊克路易斯」機關接受訓練，與迪奧為同期生，成績相當優秀。
第七話被告知因為和青葉進行聯結而使自己的聯結數值下降，在投票决定拍擋時退出，讓青葉與迪奧成為搭擋，而原因是不想白費自己努力做出來的訓練。
艾維拉·希爾（聲優：佐藤利奈（日本）；魏惠娥（香港））
28歳。特務士官。助手为奈須真由佳。似乎喜歡李·康拉德。
聯結系统座艙的開發者，是聯結系统提倡者費爾米博士的學生。一直擔心駕駛員们的安危，技術分析能力優秀。第七話讓迪奧等人投票决定搭擋。
第十三話在真由佳洞察佐基利亞軍的聯結系统數據不正常的情況下，看穿哈恩無視佐基利亞軍駕駛員意志而強行令他們進行聯結的做法，其後向青葉和迪奧提出新的戰術建議並獲得成功。
戰後與李結婚。
奈須真由佳（聲優：花澤香菜（日本）；陳皓宜（香港））
16歳。特務士官助理。階級為伍長。
在Cygnus的機組人員中是與青葉有最多交流的，對青葉是從過去來到2088年的說法半信半疑。在艦內曾教授青葉2014年後的歷史及介紹Cygnus。在第四話時以志願的形式陪同青葉下艦，並陪同其回到穿越時空前的故鄉。
在第十三話時發現奇怪的噪音並進行解析，發現佐基利亞軍的聯結機的聯結有不正常的情況，其後告知艾維拉。最终决战时和艾薇拉制定青叶迪奥雏三人联动战术并获得成功。为青叶回到原先的时代而伤心，但是依然思念青叶。
亞涅紗·羅塞蒂（聲優：井上麻里奈（日本）；黃瑩瑩（香港））
16歳。階級為伍長。
奇賽·弗蘭波瓦（聲優：木村良平（日本）；林筠翔（香港））
26歳。階級為中尉。擔任船務士，負責索敵及監視戰鬥狀況。
格魯斯安·巴斯（聲優：Arthur Lounsbery（日本）；麥皓豐（香港））
26歳。階級為中尉。擔任砲雷士，負責Cygnus的武裝控制。
蘇哈托（聲優：宮下榮治（日本）；陳耀楠（香港））
23歳。階級為少尉。擔任航海士，負責Cygnus的導航和操縱。
荻坂三郎太（聲優：白石稔（日本）；蕭徽勇（香港））
30歳。階級為少尉。擔任航海士，負責Cygnus的艦内動力的控制。
唐·拿哈（聲優：小伏伸之（日本）；陳永信（香港））
55歳。階級為前任曹長。
三島（聲優：Arthur Lounsbery（日本）；李震權（香港））
完結編登場。補充機師。階級為少尉。

#### 其他
隼鷹·貞道·韋恩伯格（聲優：中博史（日本）；潘文柏（香港））
迪奧的父親。家中從事與Valiancer有關的軍需產業。
過去因其居住的城市遭到佐基利亞軍的空襲而失去妻子，菲歐娜亦受傷，事後雖然對迪奧冷漠，但心中亦然對其十分關心。
隼鷹·菲歐娜·韋恩伯格（聲優：悠木碧（日本）；何寶珊（香港））
迪奧的妹妹，12歳。
過去因其居住的城市遭到佐基利亞軍的空襲而令到腳部受傷，需依賴輪椅活動。在乘坐的航空機得到青葉等人救援後，得到青葉的幫助下再次和哥哥迪奥見面，對於因為未能阻止佐基利亞軍襲擊而內疚的迪奧表示“這不是任何人的錯”，以及"就算任何人都不原諒你，但我一定會原諒你"。
阿雷桑德羅·費爾米（聲優：大林隆介（日本）；葉振聲（香港））
環太平洋神經科學研究所所長。聯結理論的提倡者，同時是聯結系統開發小組的領隊。
著名的科學家，過去曾在艾維拉的祖父的帶領下進行研究工作。雖然是聯結理論的提倡者及開發者，但能實用化是依靠艾維拉所開發的座艙。
在第九話時乘坐聯結系統實驗艦「Crane」前往Cygnus，其後在Cygnus與佐基利亞軍交戰時受到波及，艦隻被導彈擊中，自己亦受到致命傷，不久後便死亡。
格連（聲優：宮下榮治（日本）；林國雄（香港））
第1海軍特戰隊司令官。准將。
理查德森（聲優：中博史（日本）；盧國權（香港））
太平洋艦隊司令官代行。中將。

### 大佐基利亞共和國

#### 阿爾弗里德小隊
阿爾弗里德·加蘭特（聲優：森川智之（日本）；黃啟昌（香港））
27歳。ALSIEL的駕駛者。階級為中佐。所屬為193獨潛旅團501機動中隊。
擁有高度操縱Valiancer的技術，而且具備作戰指揮的能力。
最終戰鬥時因憤慨於野牛連己方同盟都不顧而發射Gorgon的行為而成為反行政局人物，並試圖拘捕野牛但沒有成功。
戰後成為佐基利亞頭號人士和自由聯合簽訂和平協定。
野牛·傑拉菲爾（聲優：櫻井孝宏（日本）；周倚天（香港））
20歳。NEBIROS的駕駛者。階級為中尉。
出身名門的正直軍人，深得阿爾弗里德的信任，多數擔任前線的指揮官。年幼時與雛為青梅竹馬，現時則對她抱有戀愛感情。有很強的執著心，認為在戰場上與雛對話的青葉是「迷惑雛的敵人」因此憎恨青葉，同時主張雛是自己的所有物。
第十話主動要求參與奪取聯合軍新型機的行動，其後與雛及比克多魯等人一同潛入屬於自由條約聯合的夏威夷基地並換上聯合軍制服，打算奪取聯合軍的新型機。在奪取新型機成功並返回阿拉斯加基地後進行了聯結系統的實驗測試，聯結適應值為D+。其後為了雛，自動請纓成為雛的同伴（Buddy），成為了佐基利亞新型機（安裝了LUXON及BRADYON的駕駛艙）的駕駛員，同時被轉移至行政局屬下。
第十三話參與阿拉斯加基地攻防戰，與雛進行強制聯結，並在戰場上縱橫馳騁，其後與乘搭了LUXON及BRADYON的後繼機的青葉及迪奧進行戰鬥。與雛解除強制聯結後，被因要塞炮的第二次發射而開啟的特異點所吸走。最後因被對青葉的殺意所支配而陷入混亂狀態，最後被青葉乘機破壞機體，滿懷憎恨於特異點中消失。若青葉被迪奧阻止而沒有救出進入了特異點的雛，則會成為第一話的劇情。野牛被吸入特異點，從而回到2014年，其後暗殺青葉，但被雛駕駛機械人所阻止。在機體嚴重損壞時啟動自爆功能並抓住雛所駕駛的機體，打算與青葉及雛同歸於盡，但因雛其後進入特異點，在特異點內被雛擺脱，並獨自回到了70年前。
在阿拉斯加戰役後正式浮出檯面，並政變成為了佐基利亞中央委員會政治行政局的局長「葉堅尼·奇達」，並以年老的姿態現身，且誓向青葉復仇，且不惜發射連同伴都會捲入其中的衛星砲，但其政變最終被阻止之餘，自己駕駛的機體也不敵青葉、迪奧與雛三人相互連結下的攻擊而陣亡。
塔基姆·瓦西里（聲優：島崎信長（日本）；李安邦（香港））
19歳。OGRE的駕駛者。階級為少尉。
拉夏·哈克萊寧（聲優：田村睦心（日本）；張裕東（香港））
18歳。KRISHNA的駕駛者。階級為少尉。
瑪格麗塔·奧基弗（聲優：內山夕實（日本）；吳羨婷（香港））
28歳。階級為特務仕官，隸屬佐基利亞的國家保安委員會行政局。被派遣至阿爾弗里德小隊並監視他們。
在考慮每一件事時會以自己的名譽和地位為最優先的因素。
在雛被捲入暴風雨後，為了獲得上層的評價，阻止進言要求搜索雛的野牛，並宣稱「搜索下級士官是無意義，反之應該搜索於戰事中失蹤的親衛隊團長」，但其實親衛隊團長在戰事中己戰死，因此被阿爾弗里德稱此舉是「向死者獻媚」。其後為了生擒LUXON及BRADYON，不惜出動大量艦艇向Cygnus發射大量導彈，更乘坐機體前往前線指揮，目的是使聯結時間結束，但其後因青葉和迪奧的聯結時間延長而失敗，機體被迪奧擊落，更陷入了恐慌狀態，最後被阿爾弗里德所救。因任務失敗而被哈恩更換，喪失部隊的指揮權。
在完結編中，向身處太空的阿爾弗里德發出訊息，指由野牛發動的政變已得到鎮壓。
斯羅因哥（聲優：伊藤和晃（日本）；招世亮（香港））
重裝巡洋攻撃航空戰艦「VAJAR」的艦長。階級為少佐。

#### 行政局親衛軍
涅斯托爾·維克多洛維奇·多爾傑夫（聲優：土田大（日本）；陳廷軒（香港））
率領直屬佐基利亞行政局的親衛隊的第1空降師團長。
在第七話追擊Cygnus，並以十部親衛隊機包圍LUXON和BRADYON並打算摧毀二機，但最後反被殺。

#### 其他軍人
柯內弗（聲優：水内清光（日本）；劉昭文（香港））
佐基利亞國防軍西伯利亞正面軍的司令官。階級為上級大將。
比克多魯·里亞贊（聲優：秋元羊介（日本）；譚炳文（香港））
雛的養父。獨立偵察旅團的大隊長，階級為少佐。
十年前在戰場薩格勒布發現了幾乎不能說話並失去了記憶的雛，其後便把雛當作戰爭孤兒並收養。
第九話尾部作為阿爾弗里德小隊的增援而到達VAJAR。
第十、十一話潛入屬於自由條約聯合的夏威夷基地並協助雛及野牛奪取聯合軍的新型機，但其後被聯合軍的軍人射傷，於瀕死時告知雛是其養女的事實。其後被聯合軍的軍人發現，最後解除手中手榴彈的安全裝置，與聯合軍軍人同歸於盡。
卡根（聲優：小伏伸之（日本）；李錦綸（香港））
佐基利亞國防軍西伯利亞正面軍第三軍的司令官。階級為中將。

#### 佐基利亞軍相關者
比盧海魯姆·哈恩（聲優：子安武人（日本）；陳欣（香港））
佐基利亞科學院第2實驗研究所所長。曾經是費爾米博士的研究所的研究員，但其後叛逃至佐基利亞。深知艾維拉所開發的座艙的重要性，其後命令獨立偵察旅團展開奪取聯結系統搭載機的座艙的作戰。
最終在衛星Gorgon中監控野牛的座機，但遭到瀕死野牛的報復無法逃離，被捲入爆炸中身亡。

### 2014年的世界
渡瀨翼（聲優：後藤麻衣（日本）；羅孔柔（香港））
青葉的妹妹。
今城隆太郎（聲優：大原崇（日本）；陳成港（香港））
青葉的同學，誠應高中一年生，國中時期與青葉同為籃球社且是好友，因為受傷高中被迫選擇就讀復健中心附近的誠應高中。
須原純一（聲優：長南翔太（日本）；鄧港文（香港））
青葉的同學，誠應高中一年生。

## 登場機械

### 自由條約聯合

#### 聯合軍的機動兵器
XV-7001 LUXON
聯合軍秘密開發的兵器的試作Valiancer。全高18m。主要顏色為白色和藍色。駕駛員是青葉。
配備了聯結系統，與兄弟機BRADYON合作才能發揮真正實力。
主要武器為突擊步槍及NECTOR劍，左肩裝備了盾牌。聯結系統啟動時會移至背後，並展開由鱗狀的能量結合而成的翼，機體的機動力亦會同時得到強化。
於Cygnus到達夏威夷基地後，因佐基利亞的潛入作戰成功而使此機與BRADYON一同被奪走。
XV-7003 LUXONNEXT
聯合軍秘密開發的LUXON的後繼機。全高18m。主要顏色為白色、藍色及紫色。駕駛員是青葉。
於阿拉斯加攻防戰中是第一次投入戰事。除了能與BRADYONNEXT進行聯結外，亦可以與佐基利亞軍的Karura進行聯結。
武器為NECTOR步槍及NECTOR盾，而左肩的盾牌還安裝了新的NECTOR大炮，至於NECTOR劍能一分為二。
XV-7002 BRADYON
與LUXON同時開發的試作Valiancer。全高18m。主要顏色為白色和紅色。駕駛員是迪奧。
武器與LUXON一樣，唯一不同的是盾牌裝備於右肩。
XV-7004 BRADYONNEXT
聯合軍秘密開發的BRADYON的後繼機。全高18m。主要顏色為白色、紅色及黃色。駕駛員是迪奧。
與LUXONNEXT一樣，於阿拉斯加攻防戰中是第一次投入戰事。
武器與LUXONNEXT一樣。盾牌與BRADYON一樣，裝備於右肩。
XV-S001L SKYKNIGHT
過去是用以測試費爾米開發的聯結系統的初期開發試作零號機，LUXON及BRADYON的前代機。主要顏色為白色和綠色。
在完成測試後被放置於夏威夷基地作保管，其後被打算奪回LUXON及BRADYON的青葉駕駛。
XV-S001R FIREBRAND
與SKYKNIGHT同時開發的初期試作機。主要顏色為白色和橙色。
與SKYKNIGHT一樣被保管於夏威夷基地，其後被迪奧駕駛。
AG-6 BERYL
量產機，現時作為聯合軍的主力機。互換性及擴張性高，擁有不同的型號，例如ASSAULT（突擊型）、COMMANDER（指揮型）及Explorer（偵察型）。
AG-6A BERYL ASSAULT
為對抗佐基利亞的KUGEL而改善了機體輸出的BERYL的改造機。通稱「BERYL A」。
AG-6C BERYL COMMANDER
指揮官用機體，BERYL的整體性能均作出了改善。通稱「BERYL C」。
AG-6E BERYL EXPLORER
擁有偵察型規格的BERYL。通稱「BERYL E」。

#### 聯合軍的艦艇
Cygnus
自由條約聯合軍新建的機動打撃航空戰艦，是一艘以聯結系統的實戰運用為前提而開發的戰艦，同時亦是LUXON和BRADYON母艦。導入了最新的技術，其高機動性和戰鬥力是聯合軍的驕傲。
塗裝顏色為白色。武器分別有設在機翼的近迫武器系統（方陣近迫武器系統）及NECTOR炮，另外還能夠展開防禦用屏障。佐基利亞軍稱其為「天鵝」。
強襲航空艦「瑞鳳」
聯合軍的量產型航空戰艦。塗裝顏色為奶油色。是以將兵力快速投入戰場為前提，而其機動性比佐基利亞軍的量產型航空戰艦還差。武器分別有設在機體上的近迫武器系統（方陣近迫武器系統）及NECTOR炮，能夠展開防禦用屏障。
Crane
聯結系統的實驗艦。費爾米博士前往Cygnus所乘坐的艦隻，但其後在Cygnus與佐基利亞軍交戰時受到波及，被導彈擊中，使費爾米博士死亡。

### 大佐基利亞共和國

#### 佐基利亞軍的機動兵器
ZEH-N-131 ALSIEL
佐基利亞的最新型機，阿爾弗里德的專用機。大型化的背包強化了此機的輸出力，相比常規設備，此機大幅提升了運動性和流動性。主要是以使用航空艦武器的NECTOR炮為前提而設計的機體，同時持有NECTOR步槍，每處裝甲上亦進行了耐熱處理。
ZEH-N-121 NEBIROS
重視多功能性和能支持所有任務的機體。為彌補KUGEL的攻擊力不足問題而在機體臂部安裝了導彈發射器。
ZEH-N-122 KRISHNA
進行了輕量化和改進輸出並特別強化了機動性的機體。因為成本問題而無法進行量產化。
ZEH-N-125 OGRE
假定與航空戰艦進行戰鬥，擁有高攻擊力和重裝甲的機體。相對地，機體的機動性被犠牲。持有專用的NECTOR炮，以及接近戰用的NECTOR斧。
ZEH-N-126 FORTUNA
強化了近身戰鬥的機體，主武裝為安裝於機體腰間的兩把NECTOR劍。能高速飛行來快速接近敵方的Valiancer，輸出力被大幅強化。
ZEH-N-110 KUGEL
量產機，現時作為佐基利亞軍的主力機。被設計成與聯合軍的BERYL對抗的機體，設計凌駕在聯合軍的BERYL機之上，現時作為主力機並配置在不同的戰線。武裝為突擊步槍及安裝於兩肩的導彈發射器。發射器能因應戰局而移走。
CVP-014A Karura
由佐基利亞科學院第2實驗研究所開發、搭載了聯結系統的新型Valiancer。全高18.4m。座艙取自被阿爾弗里德小隊奪去的聯合軍機體LUXON及BRADYON的駕駛艙。駕駛員是雛。根據機戰X的設定武器為一把彎曲的NECTOR大鎌兼用榴彈炮。
CVP-015A NERGAL
由佐基利亞科學院第2實驗研究所開發、搭載了聯結系統的新型Valiancer。全高18.4m。座艙取自被阿爾弗里德小隊奪去的聯合軍機體LUXON及BRADYON的駕駛艙。駕駛員是野牛。武器為雙重加特林機炮，左右手各兩支，合共四支炮。
多爾傑夫機
直屬佐基利亞行政局的親衛師團的團長多爾傑夫的專用機。武裝為手動槍機式的NECTOR步槍及內藏導彈的盾牌。
グバルディア
直屬佐基利亞行政局的親衛師團所用的量產機。武裝為擁有突擊步槍機能的雙叉長槍及內藏浮遊機雷的盾牌。
第九集瑪格麗塔曾駕駛此機。

#### 佐基利亞軍的艦艇
CORTANA級航空戰艦
佐基利亞軍的量產型航空戰艦。塗裝顏色為暗綠色基調的迷彩色。
FLAMBERGE級航空戰艦
佐基利亞軍的量產型航空戰艦。塗裝顏色為苔綠色。
戰術兩用迎擊母艦「TRDIENT」
能夠在水中及空中航行的艦艇。阿爾弗里德小隊的母艦及潛艇。
艦隻的一部分為航空戰艦，能與主體分離。透過主體的發射軌，航空戰艦能在需要時升上空中。
重裝巡洋攻撃航空戰艦「VAJAR」
佐基利亞軍方給予阿爾弗里德小隊的新型航空戰艦。塗裝顏色為酒紅色。
艦長是希洛楊克少佐。
親衛戰略突擊航空戰艦「GAEBLOG」
直屬佐基利亞行政局的親衛師團的專用母艦。親衛軍的旗艦。塗裝顏色主要是紫色，部分線條則是金色。

#### 佐基利亞軍的戰略武器
超長距離戰略重要塞炮 GARAGUN
全長420m的巨型NECTOR炮，設於佐基利亞的阿拉斯加基地，由佐基利亞軍方秘密建造。聯合軍稱為其「Gorgon」。發射一次需要使用佐基利亞一年的NECTORIBIUM採掘量。
在第十二集中，要塞炮的一次發射足以摧毀在其射線軸上的山脈，並擊沈半數位於山脈後的聯合軍阿拉斯加基地攻略部隊的艦艇。於第十三集因戰線被突破，基地被聯合軍接收。於完結編時被軍事衛星「Gorgon」的炮擊直接命中而遭摧毀。
Gorgon
於完結編登場。佐基利亞軍於太空建造的軍事衛星。搭載了比GARAGUN大四至五倍的超巨大NECTOR炮。倉光認為此武器並未完成，且離完成時間大約有數星期至數月，但實際上此武器已經完成。其後在聯合軍與佐基利亞軍交戰時，在野牛的命令下發射，炮擊導致兩軍均有大量艦隻及Valiancer被吞噬，且直接擊中並消滅了地球的阿拉斯加基地。其後此武器在野牛死前再次被發動，打算釋放存儲於衛星內部相當於三年採掘份量的NECTORIBIUM，而攻擊目標則是世界上屈指可數的NECTORIBIUM的產地，一旦成功命中便會破壞整個地球。衛星裝備了強力的NECTOR屏障，能使艦炮射擊無效化。最後因青葉及迪奧的時間跳躍不斷發生，成功以近接攻擊破壞衛星。

## 用語

### 國家、組織
自由條約聯合
西元2088年把世界一分為二的大國之一。通稱「聯合」。與佐基利亞為敵對關係。成員國大致包括北美洲國家，北約成員國，日本，馬來群島及大洋洲內的所有國家。
初時是支援佐基利亞對抗大華國與俄聯邦入侵的西方國家，其後因佐基利亞不斷侵略吞併鄰國及其立國而予以反抗，結成了實際上是反佐基利亞聯盟的自由條約聯盟。其後西方國家在聯合國通過了譴責佐基利亞的決議，但及後佐基利亞退出聯合國。其後聯合國對大佐基利亞共和國實施經濟制裁，而佐基利亞則以限制NECTORIBIUM出口來對抗。雙方於2068年開始交戰。
萊克路易斯特殊作戰學校
聯合軍培養連結者的秘密設施。
大佐基利亞共和國
西元2088年把世界一分為二的大國之一。以歐亞大陸為主體的國家，通稱「佐基利亞」。
現時領土大致包括前蘇聯地區，華沙條約加盟成員國，中國，蒙古，台灣，南韓，北韓，中南半島所有國家及北歐大部分國家（除英國及冰島）及阿拉斯加地區（在第十三話時，要塞炮被聯合軍摧毀的同時被奪去）。
原本是在歐亞大陸中的一個國家，在21世紀上半葉發現革命性能源NECTORIBIUM並於2014年開始採掘，但被企圖獨佔資源的大華國與俄聯邦入侵。在擊退兩方軍隊後便始限制NECTORIBIUM的出口，引起一直以來支援的西方各國的強烈反感。其後佐基利亞改變戰略，開始侵略吞併鄰國，更開始大肆入侵大華國與俄聯邦。最後俄聯邦與佐基利亞合併，大佐基利亞共和國建國。
武裝部隊分為兩大軍種，分別是國防軍和親衛軍，且兩者並不是由同一指揮系統指揮。
執行任務時會呼喊「賜予佐基利亞的敵人死亡！」。
敬禮時會將右手握成拳頭狀並放左胸口上，左手垂下，並呼喊「光榮 佐基利亞！」。

### 其他
Valiancer
在未來佐基利亞軍及自由條約聯合軍所使用的人型機動兵器的名稱。能夠單獨在空中飛行而不依賴任何輔助設備。
誠應高校
在2014年的世界，青葉和雛所就讀的學校。高校設於東京都澀谷區笹塚。在2088年的世界中，因8年前的戰事而令校舍受到破壞，其後關閉並禁止進入。
NECTORIBIUM
21世紀上半葉（2014年）所發現的革命性能源。為深綠色結晶狀的物質，在高溫高壓下會釋放猛烈的能量。發現初期根據「橄欖」的拉丁語而被暫稱為「Olivium」，其後研究者以希臘神話中的靈藥「Nektar」作比較，最後被正式命名為「NECTORIBIUM」。此能源在佐基利亞的國土內有遼闊的埋藏地帶，在北美大陸、澳洲、日本等環太平洋地區的山中均有少量發現。
在完結篇中透露出世界有三大盛產的礦場，分別在佐基利亞共和國的庫姆德爾（現代的吉爾吉斯礦場）、穆倫托（現代的烏茲別克礦場）以及自由條約聯合的澳洲的卡爾古利。
聯結系統
聯合軍為對抗佐基利亞而開發的劃時代系統。透過此系統，兩名Valiancer的駕駛員會連結起來，兩者的戰鬥能力會相互分享和提高。
因為系統開發初期技術十分不足，導致出現很多犠牲者，生還的被試驗者亦有嚴重的後遺症。在2088年已大幅改善。
聯結系統發動後的持續時間的理想值為300秒，但據第九話，持續時間能超過300秒。
合適者會被稱為「連結者（Coupler）」。

## 製作人員
- 原作：矢立肇
- 監督：田辺泰裕
- 系列構成：BC Project
- 角色設計．動畫導演：稻吉智重、稻吉朝子
- 主動畫師：藤井智之、鈴木勘太
- 機械設計：鈴木勘太、德田大貴、川原智弘、大河廣行
- 道具設計：高橋武之
- 作品設計：神宮司訓之、金田正彦、森岡賢一、木村智
- 工作主任：三宅和男
- 特技監督：川原智弘
- 美術監督：衛藤功二、杉浦美穗
- CG制作：井野元英二
- 色彩設計：横山佐代子
- 攝影監督：江間常高
- 編集：今井大介
- 音響監督：鶴岡陽太
- 音樂：加藤達也
- 動畫製作：日昇動畫
- 製作：Buddy Complex製作委員會

## 主題曲
片頭曲
「UNISONIA」（第1－3話、第5－12話、完結篇）
作詞：唐澤美帆，作曲：fandelmale（Arte Refact），編曲：酒井拓也（Arte Refact），主唱：TRUE
第4、13話並沒有使用OP。
片尾曲

作詞：，作曲、編曲：（Arte Refact），主唱：ChouCho
插入歌
「TWIN BIRD」（完結篇後篇）
作詞：唐澤美帆，作曲、編曲：加藤裕介，歌：TRUE

## 各話列表
| 話數   | 日文標題 | 中文標題                | 香港標題                  | 劇本              | 分鏡                       | 演出              | 角色 作畫監督              | 機械 作畫監督 | 總作畫監督 |
| ------ | -------- | ----------------------- | ------------------------- | ----------------- | -------------------------- | ----------------- | -------------------------- | ------------- | ---------- |
| 第1話  |          | 相遇                    | 邂逅                      | 浦畑達彥          | 田邊泰裕 川原智弘 三宅和男 | 宅野誠起          | 吉田南 小丸敏之            | 鈴木勘太      | 藤井智之   |
| 第2話  |          | Nice Coupling           | Nice Coupling             | 浦畑達彥 野村祐一 | 大橋譽志光                 | 博史池畠          | 愛敬由紀子                 | 山根理宏      | 稻吉朝子   |
| 第3話  |          | 再會                    | 再會                      | 浦畑達彥          | 稻江仁 渡邊哲哉 宅野誠起   | 喜多幡徹          | 木村智                     | 大塚健        | 不適用     |
| 第4話  |          | 決定之時                | 決定的時候                | 砂山藏澄          | 宮浦栗生                   | 南川達馬          | 大杉尚廣 永富浩司          | 才木康寬      | 不適用     |
| 第5話  |          | 傷跡                    | 傷痕                      | 木村暢            | 田邊泰裕 稻江仁 宅野誠起   | 宅野誠起 倉谷涼一 | 高部光章 後藤望            | 永田正美      | 不適用     |
| 第6話  |          | 另一位連結者            | 另一位連結者              | 野村祐一          | 渡邊哲哉                   | 佐藤廣雪          | 藤井智之                   | 德田大貴      | 不適用     |
| 第7話  |          | 夥伴                    | 拍檔                      | 浦畑達彥          | 田中孝行                   | 小林浩輔          | 江上夏樹 本田敬一 今井雅美 | 鈴木勘太      | 不適用     |
| 第8話  |          | 暴風雨之夜              | 暴風雨之夜                | 木村暢            | 宮浦栗生                   | 所智一            | 稻吉朝子 越智博之          | 山根理宏      | 不適用     |
| 第9話  |          | 聯結系統                | 連結系統                  | 砂山藏澄          | 渡邊哲哉                   | 飛田剛            | 宮前真一 吉田南            | 德田大貴      | 不適用     |
| 第10話 |          | 父與子                  | 父親與孩子                | 野村祐一          | 森邦宏                     | 南川達馬          | 大杉尚廣 川石桃 本田敬一   | 才木康寬      | 不適用     |
| 第11話 |          | 真相                    | 真相                      | 木村暢            | 大畑晃一                   | 岡田堅二朗        | 永富浩司 後藤望            | 永田正美      | 不適用     |
| 第12話 |          | 兩人的羈絆              | 二人的關係                | 砂山藏澄          | 阿保孝雄 森邦宏            | 所智一            | 江上夏樹 今岡大 本田敬一   | 德田大貴      | 不適用     |
| 第13話 |          | 接受                    | Acception（接納）         | 浦畑達彥          | 稻江仁 田中孝行            | 龜井治            | 藤井治之 齋田博之          | 鈴木勘太      | 不適用     |
| 完結篇 |          | 回到那片天空的未來 前篇 | 在回到那藍天的未來裡…前篇 | 木村暢            | 阿保孝雄                   | 三宅和男          | 稻吉朝子 藤井治之          | 德田大貴      | 不適用     |
| 完結篇 |          | 回到那片天空的未來 後篇 | 在回到那藍天的未來裡…後篇 | 木村暢            | 田邊泰裕                   | 田邊泰裕          | 稻吉智重                   | 鈴木勘太      | 不適用     |

## 播放電視台
日本深夜動畫：下文記載的日本国内播放時間使用日本標準時間（UTC+9）表示。因為部分時間标识會採用30小时制，因此請留意这类超过24:00的时间，其實際播放時間為翌日清晨。
| 播放地區   | 播放電視台 | 播放日期               | 播放時間（UTC+9）                                   | 所屬聯播網   | 備註                                          |
| ---------- | ---------- | ---------------------- | --------------------------------------------------- | ------------ | --------------------------------------------- |
| 東京都     | TOKYO MX   | 2014年1月5日－3月30日  | 星期日 24時00分－24時30分                           | 獨立UHF局    |                                               |
| 愛知縣     | 愛知電視台 | 2014年1月6日－3月31日  | 星期一 25時35分－26時05分                           | 東京電視網   |                                               |
| 近畿廣域圈 | 讀賣電視台 | 2014年1月6日－3月31日  | 星期一 26時29分－26時59分                           | 日本電視網   | 「MANPA」節目                                 |
| 日本全國   | BS11       | 2014年1月7日－4月1日   | 星期二 24時30分－25時00分                           | 衛星電視     | 「ANIME+」節目                                |
| 香港       | J2         | 2015年5月7日－8月6日   | 星期四 24時05分－24時35分                           | 數碼地面電視 | UTC+8 有字幕 雙語廣播 有重播 myTV提供14日重溫 |
| 完結篇     |            |                        |                                                     |              |                                               |
| 東京都     | TOKYO MX   | 2014年9月29日－9月30日 | 星期一 24時00分－24時30分 星期二 24時30分－25時00分 | 獨立UHF局    |                                               |
| 日本全國   | BS11       | 2014年9月30日－10月1日 | 星期二 24時30分－25時00分 星期三 24時00分－24時30分 | 衛星電視     | 「ANIME+」節目                                |
| 愛知縣     | 愛知電視台 | 2014年9月30日－10月1日 | 星期二 25時35分－26時05分 星期三 26時05分－26時35分 | 東京電視網   |                                               |
| 近畿廣域圈 | 讀賣電視台 | 2014年9月29日－10月6日 | 星期一 26時29分－26時59分                           | 日本電視網   | 「MANPA」節目                                 |
| 日本全國   | 萬代頻道   | 2014年10月1日          | 星期三 24時00分 更新                                | VOD配信      | 製作委員會參加                                |
| 香港       | J2         | 2015年8月13日－8月20日 | 星期四 24時05分－24時35分                           | 數碼地面電視 | UTC+8 有字幕 雙語廣播 有重播 myTV提供14日重溫 |

| J2 星期四 24:05－24:35 節目 7月16日 臨時節目調動停播 | J2 星期四 24:05－24:35 節目 7月16日 臨時節目調動停播 | J2 星期四 24:05－24:35 節目 7月16日 臨時節目調動停播 |
| ---------------------------------------------------- | ---------------------------------------------------- | ---------------------------------------------------- |
|                                                      | 機甲巴打 （2015年5月7日－8月20日）                   |                                                      |
| 聖鬥士星矢Ω                                          | 全職獵人 第101－148話                                |                                                      |

## 關連商品

### Blu-ray
| 卷數   | 發售日         | 收錄話            | 規格編號  | 規格編號  |
| 卷數   | 發售日         | 收錄話            | 限定版    | 通常版    |
| ------ | -------------- | ----------------- | --------- | --------- |
| 1      | 2014年3月26日  | 第1話－第2話      | BCXA-0862 | BCXA-0856 |
| 2      | 2014年4月25日  | 第3話－第4話      | BCXA-0863 | BCXA-0857 |
| 3      | 2014年5月28日  | 第5話－第6話      | BCXA-0864 | BCXA-0858 |
| 4      | 2014年6月20日  | 第7話－第8話      | BCXA-0865 | BCXA-0859 |
| 5      | 2014年7月25日  | 第9話－第10話     | BCXA-0866 | BCXA-0860 |
| 6      | 2014年8月27日  | 第11話－第13話    | BCXA-0867 | BCXA-0861 |
| 完結編 | 2014年11月21日 | 完結編 前編、後編 | BCXA-0874 | BCXA-0868 |

### CD
| 發售日        | 名稱                              | 規格編號                                      |
| ------------- | --------------------------------- | --------------------------------------------- |
| 2014年2月26日 | UNISONIA                          | LACM-34192（歌手版） LACM-14192（動畫版）     |
| 2014年2月26日 | あの空に還る未来で                | LACM-14193                                    |
| 2014年2月26日 | ORBITAL LINE                      | LACM-14194                                    |
| 2014年6月25日 | BUDDY COMPLEX Original Soundtrack | LACA-9352〜3                                  |
| 2014年10月8日 | TWIN BIRD                         | LACM-34272（初回限定版） LACM-14272（通常版） |